# Phronia dubioides
Phronia dubioides är en tvåvingeart som beskrevs av Loïc Matile 1969. Phronia dubioides ingår i släktet Phronia, och familjen svampmyggor. Det är osäkert om arten förekommer i Sverige.